# Florentin, Tarn
Florentin är en kommun i departementet Tarn i regionen Occitanien i södra Frankrike. Kommunen ligger i kantonen Cadalen som tillhör arrondissementet Albi. År 2022 hade Florentin 735 invånare.

## Befolkningsutveckling
Antalet invånare i kommunen Florentin
| Referens: INSEE |